# Dziedzickia stangei
Dziedzickia stangei är en tvåvingeart som beskrevs av Duret 1979. Dziedzickia stangei ingår i släktet Dziedzickia och familjen svampmyggor. Inga underarter finns listade i Catalogue of Life.